# Johann Jacob Baeyer
Johann Jacob Baeyer (5 de noviembre de 1794-10 de septiembre de 1885). Eminente geodesta alemán. Teniente General del Ejército Prusiano, así como uno de los geodestas promotores de la Medición del Arco de Europa Central.

## Biografía
Era hijo del agricultor y profesor de escuela Jakob Baeyer (03/05/1769 – 07/01/1828) y de su esposa Elisabeth Margarete (25/08/1768 – 20/12/1822), ambos originarios y vecinos de Müggelheim, pequeña localidad próxima a Berlín.
Baeyer se educó en la escuela de Müggelheim y recibió en 1810 la posibilidad de acceder como alumno libre a la escuela secundaria Joachimsthal en Berlín, promovido por la congregación de Köpenick.
El 26 de febrero de 1813, ingresó como voluntario en el Regimiento de Granaderos "Rey Federico el Grande N.º 4”, participando en las campañas de 1813, 1814 y 1815 durante las Guerras Napoleónicas, siendo ascendido a oficial. Tras un tiempo destinado en el norte de Francia después de la guerra, decidió continuar su carrera en el ejército, incorporándose en Coblenza a la Academia Militar de nueva creación, donde se especializó en topografía, pasando a integrarse en el gabinete cartográfico del Estado Mayor del Ejército Prusiano. Desde 1826, Baeyer ejerció como docente en la Academia Militar.
En 1826 se casó con Eugenia Hitzig (1807-1843), hija de Julius Eduard Hitzig. Con ella tuvo cuatro hijas: Clara (* 1826), Emma (* 1831), Johanna (Jeanette) (* 1839) y Adelaida (* / † 1843); y tres hijos: Georg (* 1829), Edward (* 1832) y Adolf (1835-1917).
Siendo Comisario del Estado Mayor General, entre 1831 y 1836 desarrolló en Prusia Oriental importantes trabajos geodésicos en colaboración con el astrónomo Bessel para conectar las triangulaciones de Prusia y de Rusia. En el periodo 1837-1847, continuó realizando trabajos geodésicos en la costa del Báltico, y más mediciones entre la desembocadura del río Oder y Berlín, así como en el Mar del Norte. Baeyer publicó los resultados de estos trabajos en diversos libros.

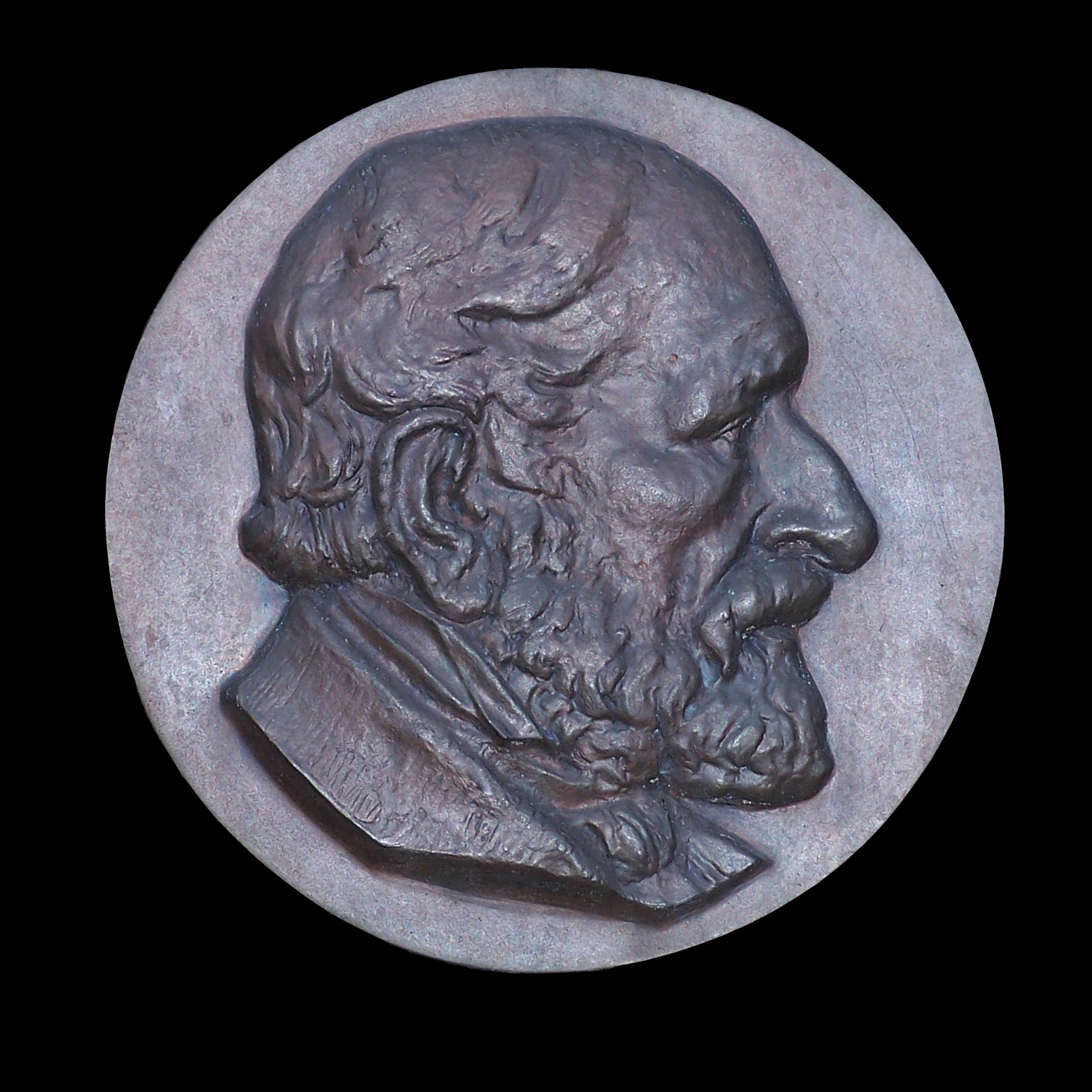
Retrato de Johann Jacob Baeyer

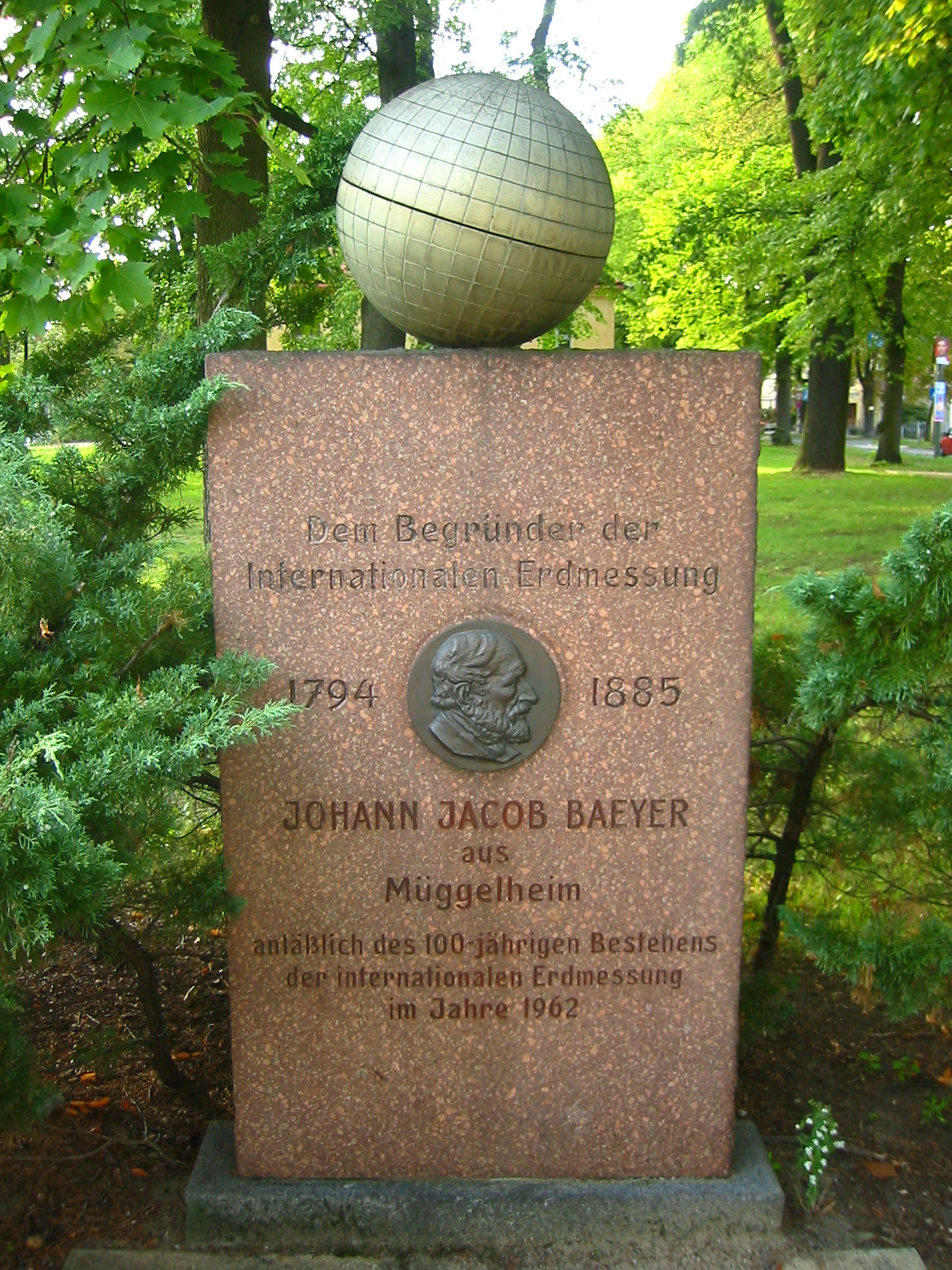
Monumento dedicado a Baeyer en Müggelheim

Fue nombrado Jefe del Departamento Trigonométrico del Estado Mayor, ascendiendo en 1832 a Mayor. En 1835 fue nombrado miembro de la Comisión de Estudios. Desde 1835 hasta su retiro del Ejército como Teniente General en 1857, dirigió numerosos e importantes trabajos de agrimensura en Prusia. En 1848, Baeyer se hizo cargo por unos meses de la Real Oficina Prusiana de Telegrafía Óptica. En 1858 fue nombrado Teniente General, y fue encargado de la planificación y ejecución de la medición del arco centroeuropeo del paralelo 52.
Después de abandonar el Estado Mayor General Prusiano en 1857, Baeyer publicó varios artículos científicos, dedicados a la "Explicación de la medición del arco de Europa Central"; a la toma de datos para la determinación de longitudes y latitudes en Europa Central; y a la investigación internacional de las condiciones locales del campo gravitatorio y de la curvatura de la Tierra.
Cuando en 1861 se propuso la medición de un paralelo, todos los países de Europa Central se unieron para la ejecución conjunta de dicha empresa (excepto Inglaterra), con el propósito de unir todos los estados implicados mediante una red geodésica unificada de alcance europeo. Los trabajos para la medición del arco de Europa Central comenzaron en 1862 en Berlín, con las primeras deliberaciones, en las que se decidió edificar en 1864 en Berlín la "Oficina Central de Medición de Nivel Europeo", junto al despacho que ocupaba Baeyer.
A propuesta de Baeyer, se fundó el Instituto Geodésico en Berlín en 1869, cuya dirección ocupó hasta su muerte. En 1886, el Instituto de Potsdam se hizo cargo de la documentación de los trabajos sobre la Medición del Arco de Europa Central. Baeyer rindió grandes servicios en el trabajo de organización para la coordinación internacional de la topografía Europea. La "medida de arco europeo" fue la primera y más importante colaboración geodésica internacional hasta la Primera Guerra Mundial. La conferencia de 1862 hoy es conocida como el acto fundacional de la Asociación Internacional de Geodesia, siendo Johann Jacob Baeyer considerado como su primer presidente.
El 1 de enero de 1870, Baeyer fue nombrado Presidente del Instituto Geodésico de Berlín, publicándose bajo su dirección un "Informe General sobre la medición de nivel europeo" anualmente, así como las actas de las conferencias de los Comisarios y otras publicaciones dedicadas a cuestiones técnicas particulares.
Baeyer murió el 10 de septiembre de 1885 de neumonía en su casa (calle Lützowstr 42) de Berlín, siendo enterrado el día 15 en el cementerio berlinés de Kreuzberg.
Aprendió de Alexander von Humboldt la importancia de saber exactamente lo que se necesita llevar en un viaje de exploración, y no se obsesionaba por lanzarse a la aventura sin la preparación necesaria. Adquirió en sus planes de viaje conocimientos químicos y mineralógicos que también transmitió a su hijo Adolf von Baeyer (1835-1917), ganador con posterioridad de un Premio Nobel de Química. Baeyer dedicó su obra "Sobre el tamaño y la forma de la Tierra" a Alexander von Humboldt, con un prólogo de homenaje.

## Baeyer y la Sociedad Geográfica de Berlín
Baeyer pertenecía en 1828 al pequeño círculo de miembros de la Sociedad de Geografía de Berlín. El 20 de abril de 1828, celebraron una reunión preparatoria, con el propósito de "promocionar la geografía en el sentido más amplio de la palabra, a través de la comunicación verbal o escrita". En la reunión fundacional de la sociedad del 7 de junio de 1828, participaron 27 personas.

## Honores
Ya en 1861 Baeyer era un miembro extranjero de la Real Academia Sueca de Ciencias Militares; miembro corresponsal de la Academia Imperial de Ciencias de San Petersburgo; y miembro honorario de la Sociedad Geográfica de Viena. En 1865 Baeyer era nombrado miembro honorario de la Academia Prusiana de las Ciencias. En 1868 fue aceptado como miembro honorario de la Academia Bávara de Ciencias. También recibió un doctorado honorario de la Universidad de Viena, y era miembro de la Academia Científica Italiana.
En el 100 aniversario de la Geodesia Internacional (celebrado en 1962), Baeyer fue honrado en su lugar de nacimiento (Müggelheim) por el Instituto Geodésico de Potsdam, con la colocación de una placa de piedra conmemorativa situada en el extremo oriental de la plaza del pueblo, muy cerca de su casa natal, destruida durante la Segunda Guerra Mundial. El monumento es un bloque de piedra con un medallón de bronce, en el que figura el busto de Baeyer situado de perfil. Está coronado por un globo terráqueo de bronce, con la cuadrícula de meridianos y paralelos grabada. La inscripción dice:
" Al fundador de la / Geodesia Internacional / 1794-1885 / Johann Jacob Baeyer / en Müggelheim / con ocasión del 100 aniversario / de la Geodesia Internacional / en 1962. "
Tiene tres calles dedicadas con su nombre:
- Berlín: calle situada en el distrito de Treptow-Köpenick, con unos 250 m de longitud.
- Müggelheim: calle dedicada en su localidad natal, desde el 05/11/1994.
- Lampersdorf (Klipphausen): al oeste de Dresde, calle donde en la década de 1860 se situó una estación geodésica de primer orden de la Triangulación Real de Sajonia.

## Escritos importantes
- "Medición del Grado en Prusia Oriental y su conexión con las triangulaciones prusianas y rusas”. Realizado por F.W.Bessel, Director del Observatorio de Königsberg, y por el Mayor Baeyer" (Berlín 1838) Digitalisat und Download (80 MB; PDF)
- "Nivelación entre Swinoujscie y Berlín" (1840) Digitalisat und Download (24 MB; PDF)
- "Toma de datos sobre la costa y su vínculo con la línea de base de Berlín" (1849) Digitalisat und Download (96 MB; PDF)
- "Ajuste de las cadenas de triangulación prusianas y rusas en Thorn y Tarnowitz" (1857)
- "Sobre el tamaño y la forma de la Tierra" (1861) Digitalisat (4 MB; PDF)
- "La medición de la superficie esférica" (hacia 1862) Digitalisat und Download (24 MB; PDF)
- "Justificación científica del sistema de cálculo de la medición del grado de Europa Central" (entre 1869 y 1871, 3 libros)
- "Comparación de algunas de las principales cadenas de triangulación del Estado de Prusia con el método de Bessel" (el. 1879)
- "Nivel de Referencia en el Estado de Prusia y la presentación de sus resultados en altitudes correcta" (1881)

Bajo la dirección de Baeyer, el Instituto Geodésico editó desde 1863 un "Informe General sobre la medición de nivel europeo" anual, las actas de las conferencias de los Comisarios, así como otras publicaciones relativas a cuestiones particulares.

## Temas relacionados
- Medición del Arco de Europa Central